# Pasquale Catalano
Pasquale Catalano (Nápoles, 1966) es un músico y compositor italiano.

## Biografía
Estudió piano, guitarra y violín en academias de música de Nápoles, Matera y Avellino, y posteriormente estudió composición. Una vez finalizados sus estudios, comenzó a trabajar en el Teatro Ausonia de Nápoles y colaboró con la Compagnia della Fortezza de Armando Punzo. Poco después se acercó al mundo del cine, colaborando con el director Pappi Corsicato y componiendo la música de las películas Libera (1993) e I buchi neri (1995), ambas dirigidas por Corsicato.
Después de haber formado parte del filme de antología I vesuviani (1997), donde musicalizó el segmento «Maruzzella e Il diavolo in bottiglia», empezó a colaborar con el director Paolo Sorrentino, primero en el cortometraje L'amore non ha confini (1998) y más tarde en Las consecuencias del amor (2004); por la banda sonora de la última obtuvo una candidatura al Premio David di Donatello 2005 en la categoría de mejor músico.
Su actividad como compositor cinematográfico continuó con La guerra di Mario (2005) de Antonio Capuano y Signorina Effe (2007) de Wilma Labate, además de trabajar para la televisión componiendo la música de la serie Roma criminal y de un episodio de la serie Crimini. Compuso la música del thriller de Giuseppe Capotondi La doppia ora (2009) y al año siguiente compuso la música de Mine vaganti (2010) de Ferzan Özpetek, por el cual obtuvo una nominación al David di Donatello 2010.
En 2013 se encargó de los arreglos musicales del espectáculo Circo equestre Sgueglia, dirigido por Alfredo Arias con la música original de Raffaele Viviani, que debutó en el Napoli Teatro Festival Italia.